# Villa del Carbón
Villa del Carbón è un comune del Messico, situato nello stato di Messico.